# Evelyn Opela
Evelyn Opela (pseud. di Evelyna Stryhalová; Varnsdorf, 4 febbraio 1945) è un'attrice tedesca di origine cecoslovacca, attiva principalmente in campo televisivo.
Complessivamente, tra cinema e televisione, ha partecipato a una quarantina di differenti produzioni a partire dalla metà degli anni sessanta..
Tra i suoi ruoli principali, figurano, tra l'altro, quello di Irina Kuhlin nella serie televisiva Der Mann ohne Schatten. È inoltre un volto noto al pubblico per essere apparsa in vari episodi di serie televisive quali L'ispettore Derrick e Il commissario Kress.
È la vedova del produttore Helmut Ringelmann (1926-2011).

## Filmografia parziale

### Cinema
- Bláznova kronika (1964)
- Úplne vyrízený chlap (1965)
- Betragen ungenügend! (1972) - ruolo: Elena
- Pan (1973)
- Schloß Hubertus (1973) - Anna Herwegh
- Das Schweigen im Walde (1976)
- Die Rückkehr des alten Herrn (1977)
- Venice Express (Night Train to Venice, 1996) - Tat'jana

### Televisione
- Il falso peso (Das falsche Gewicht) - film TV (1971) - ruolo: Euphemia Nikitsch
- Der Kommissar - serie TV, 1 episodio (1972) - Irene Prewall
- Nasrin oder Die Kunst zu träumen - film TV (1972)
- Komm, Zigan - film TV (1972)
- Der Amateur - film TV (1972) - Jana
- Der Kommissar - serie TV, 1 episodio (1973) - Dana Martin
- Die Reise nach Mallorca - miniserie TV (1973) - Clarissa Delorme
- Dem Täter auf der Spur - serie TV, 1 episodio (1973)
- Im Schillingshof - film TV (1973) - Mercedes
- Der Kommissar - serie TV, 1 episodio (1974) - Olga Jarosch
- Der kleine Doktor - serie TV, 1 episodio (1974)
- Comenius - film TV (1975) - Imperatrice Eleonora
- Die Rakete - film TV (1975)
- Jörg Preda berichtet, serie TV, 1 episodio (1976)
- Sanfter Schrecken - film TV (1977) - Lady Sherwood
- Tatort - serie TV, 1 episodio (1979)
- Überfall in Glasgow - film TV (1981) - Kate Spence
- Heimkehr nach Deutschland - film TV (1982)
- Unheimliche Geschichten - serie TV, 1 episodio (1982)
- La nave dei sogni (Das Traumschiff) - serie TV, 1 episodio (1983) - Sig.ra Susanne
- Der Besuch - film TV (1984) - Vivien Norwood
- Angelo und Luzy - serie TV, 1 episodio (1984)
- Goldene Zeiten - Bittere Zeiten - miniserie TV (1984) - Olga Vesela
- L'ispettore Derrick - serie TV, episodio "Metodi da gangster", regia di Alfred Vohrer (1984) - Ruth Balthaus
- Il commissario Kress (Der Alte)- serie TV, 1 episodio (1986) - Helga Marquart
- L'ispettore Derrick - serie TV, episodio "Il fascino delle Bahamas", regia di Jürgen Goslar (1986) - Carina Müller-Brode
- Il commissario Kress - serie TV, 1 episodio (1987) - Gitta Graf
- Il commissario Kress - serie TV, 1 episodio (1988) - Monika Burgdorf
- L'ispettore Derrick - serie TV, episodio "Un circolo esclusivo", regia di Wolfgang Becker (1989) - Irene Stubach
- Il commissario Kress - serie TV, 1 episodio (1989) - Helga Sikorski
- Familienschande - film TV (1988) - Sheila Potter
- L'ispettore Derrick - serie TV, episodio "Judith", regia di Zbyněk Brynych (1989) - Judith Loska
- L'ispettore Derrick - serie TV, episodio "Relazioni interrotte", regia di Zbyněk Brynych (1990) - Judith Loska
- Il commissario Kress - serie TV, 1 episodio (1991) - Marion Bruckner
- Insel der Träume - serie TV, 1 episodio (1991)
- L'ispettore Derrick - serie TV, episodio "Il sorriso del Dottor Bloch", regia di Günter Gräwert (1991) - Andrea Bloch
- Il commissario Kress - serie TV, 1 episodio (1992) - Dott.ssa Marion Willrod
- Il commissario Kress - serie TV, 1 episodio (1993) - Andrea Brenner
- Il commissario Kress - serie TV, 1 episodio (1993) - Judith Feddeck
- L'ispettore Derrick - serie TV, episodio "Un volto dietro la vetrina", regia di Dietrich Haugk (1994) - Hanna Zeller
- Blankenese - serie TV, 2 episodi (1994)
- Soko 5113 - serie TV, 1 episodio (1999)
- Squadra speciale Lipsia (SOKO Leipzig) - serie TV, 1 episodio (2002)